# Diana Osorio
Diana Osorio (ur. 14 listopada 1979 w Meksyku) – meksykańska aktorka.

## Filmografia
- 2007:  Osaczona (Acorralada) jako Pilar Alamo
- 2006:  Decisiones II
- 2005:  Prawo pożądania (El Cuerpo del Deseo) jako Valeria Guzmán
- 2003:  Biały welon (Velo de novia) jako Ximena Robleto
- 2002:  Mujer, casos de la vida real
- 2001:  El Juego de la Vida jako Carmela 'Carmelita' Pérez
- 2001:  Mała księżniczka (Carita de ángel) jako Lupita
- 2000:  Siempre te amaré jako Mariana Garrai
- 1999:  Tres Mujeres jako Veronica Toscano